# Maison de la musique d'Helsinki
La  Maison de la musique d'Helsinki  (finnois : Helsingin musiikkitalo, suédois : Musikhuset i Helsingfors) est un centre de concerts et un centre musical situé rue Eero Erkonkatu dans le quartier Töölönlahti à Helsinki et près de la bibliothèque centrale d'Helsinki Oodi. 

## Présentation
La Maison de la musique d'Helsinki est située en bordure de la place du citoyen et du parc Makasiinipuisto sur le site des anciens entrepôts des chemins de fer finlandais. 
Le bâtiment accueille aussi des activités de l'Académie Sibelius, des cafés et un restaurant.
La Maison est la propriété de l'État finlandais par l'intermédiaire des Propriétés du Sénat.
Le montant initial du projet est de 140 millions d'euros.

### Salles
L'édifice dispose de 6 salles de concert:
| Nom           | Sièges | Destination première |
| ------------- | ------ | -------------------- |
| Konserttisali | 1700   | concerts             |
| Black Box     | 400    | musique électronique |
| Sonore        | 284    | théâtre musical      |
| Camerata      | 240    | musique de chambre   |
| Organo        | 140    | orgue                |
| Paavo         | 240    | salle de répétition  |

### Œuvre
Dans le hall principal est accrochée l'œuvre Gaia de Kirsi Kaulanen (fi).

### Chorale
Le centre de musique a une chorale regroupant 80 chanteurs. 
Le directeur de la chorale est le compositeur Tapani Länsiö (fi),

## Historique
- 1992 : Lancement du projet
- 1994 : Début de la conception
- 1999 à 2000 : Deux projets de conception en compétition
- 2002 : Acceptation du projet par le Conseil municipal de Helsinki.
- 2007 : Le bureau de la Maison de la musique accepte la réponse à appel d'offres de la société SRV.
- 2008 : Pose de la première pierre par le Ministre des finances Jyrki Katainen
- 2011 : Le bâtiment est terminé[6].

### Construction

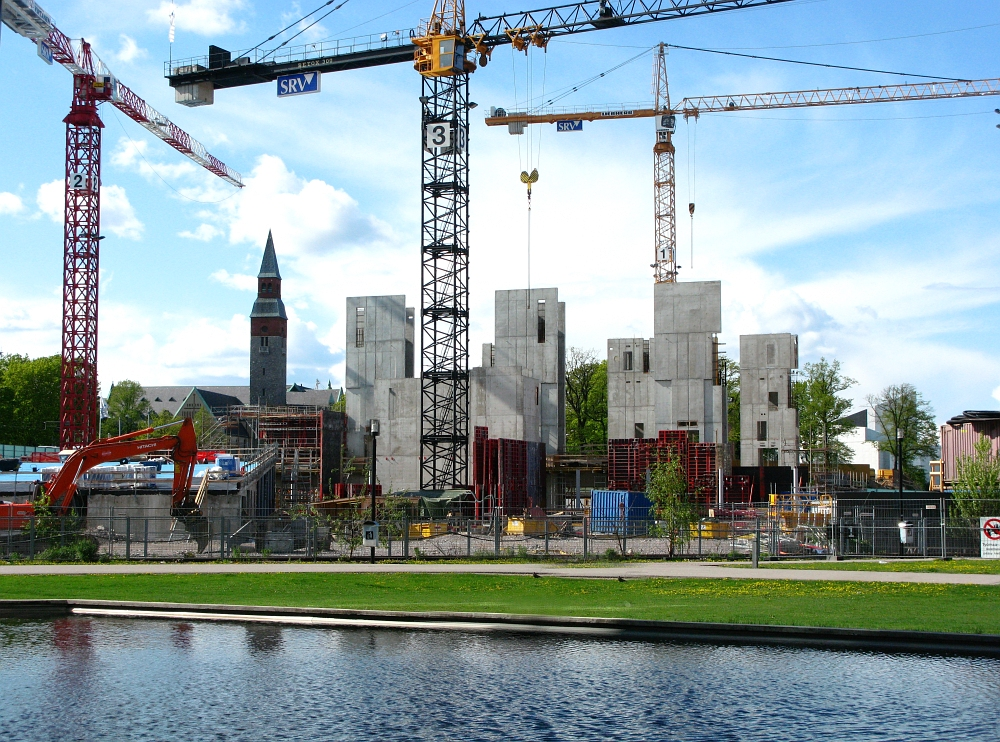
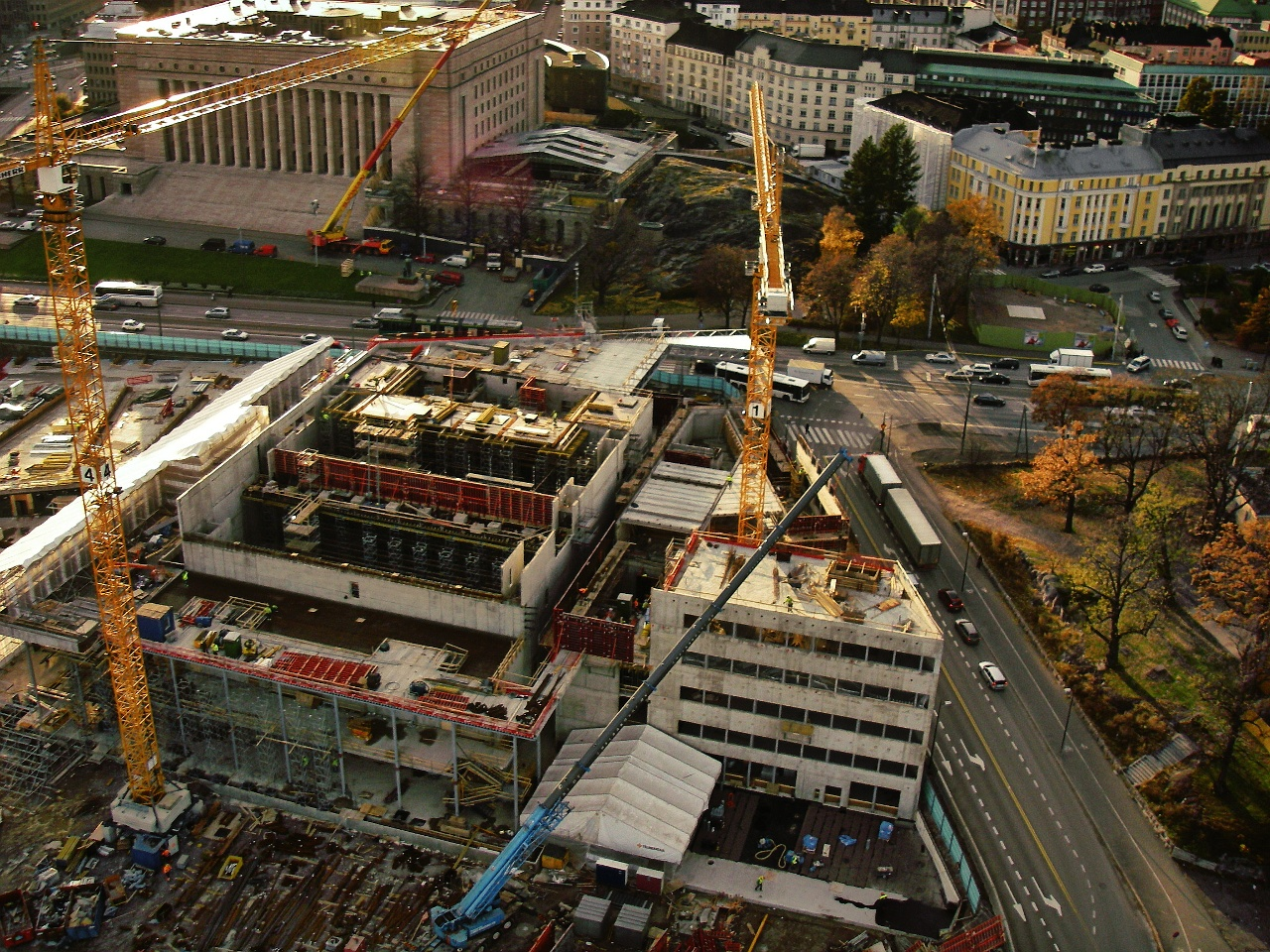

## Galerie

### L'extérieur

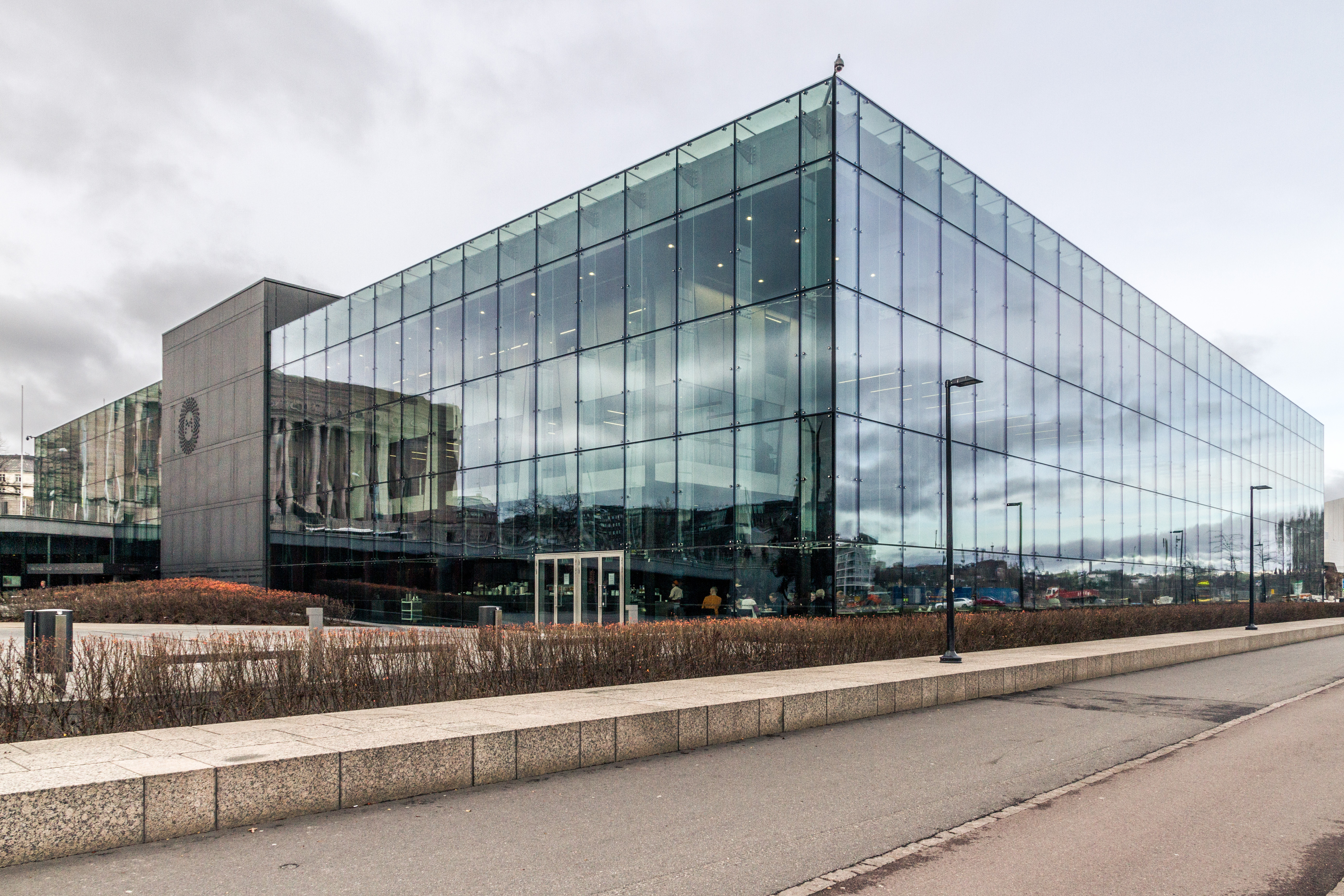
La Maison de la musique.
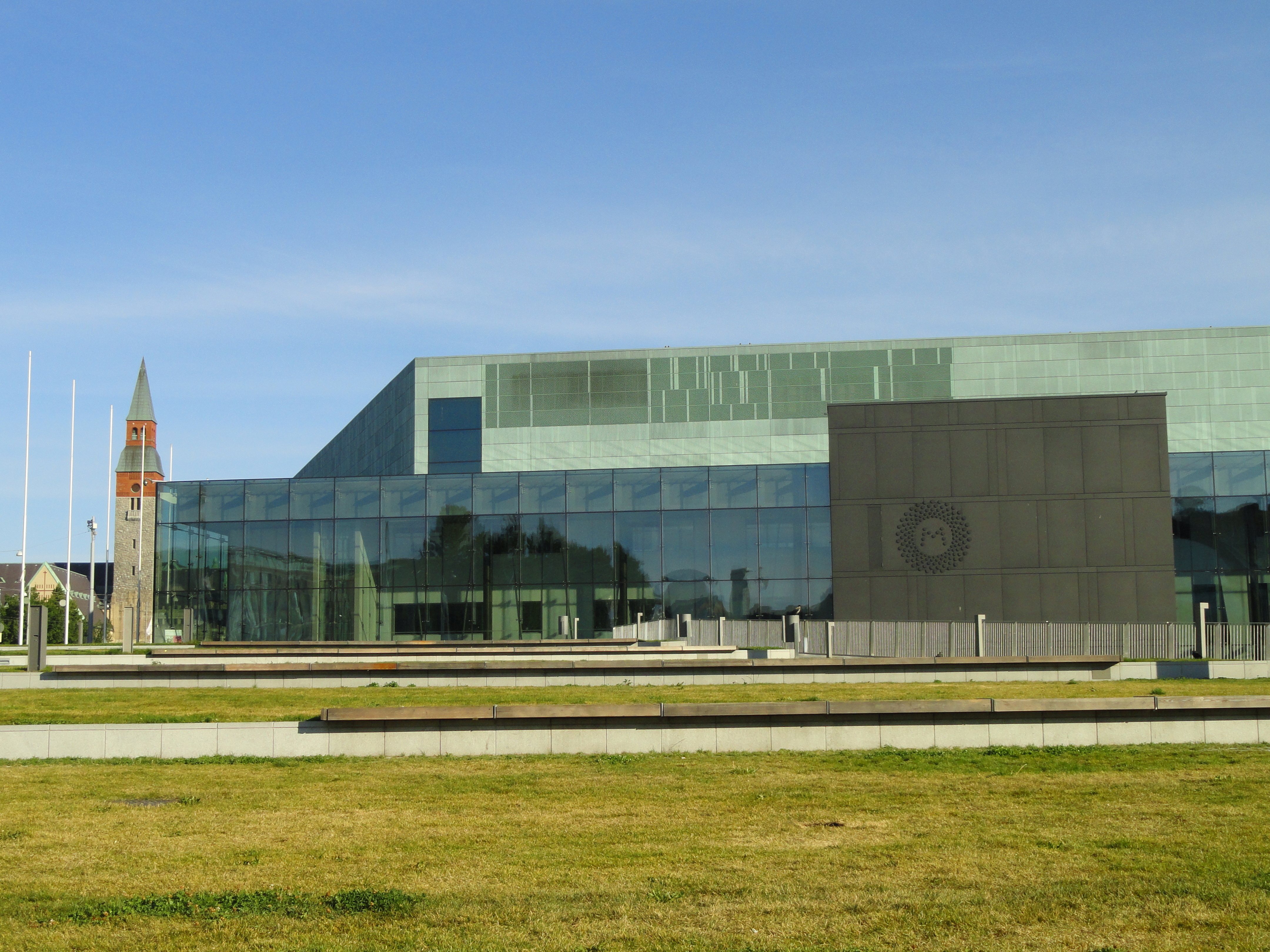
La Maison de la musique.
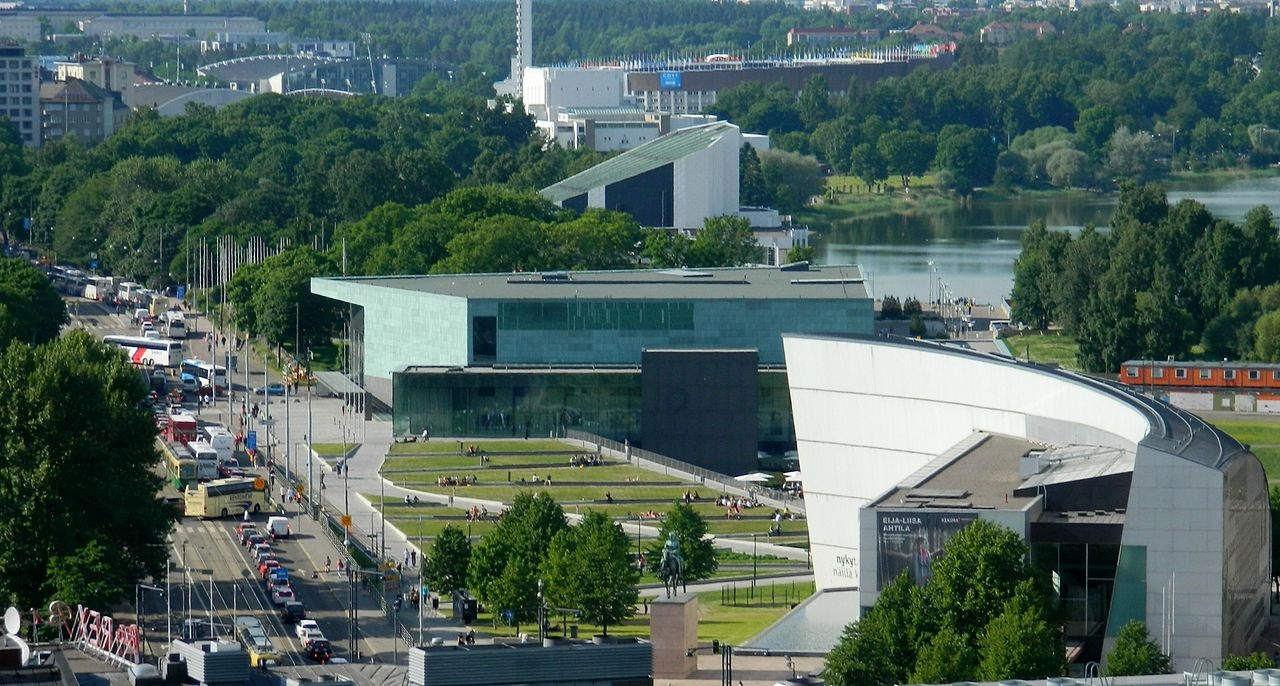
La Maison de la musique et son environnement.
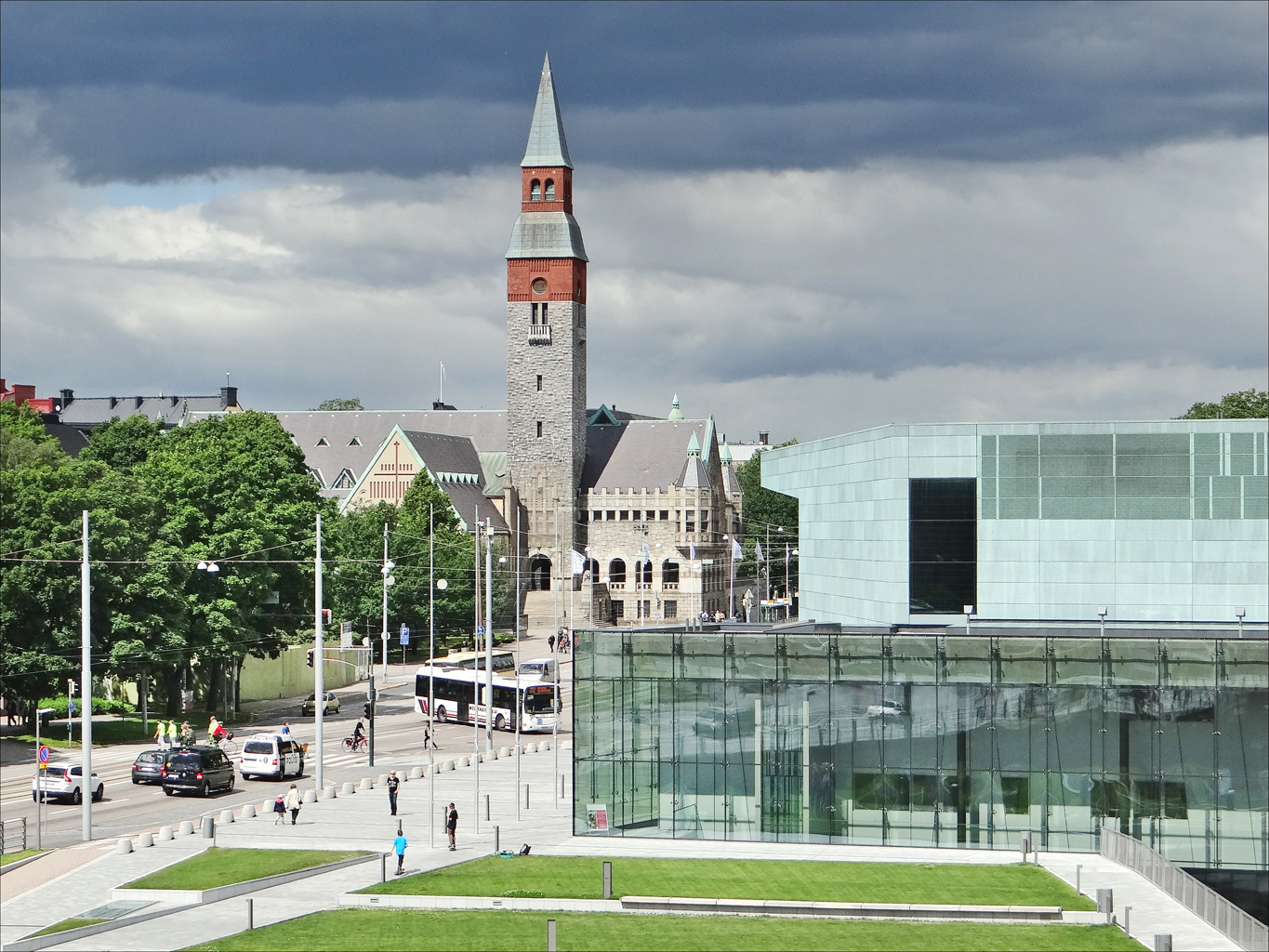
Le musée national et la Maison de la musique.

### L'intérieur

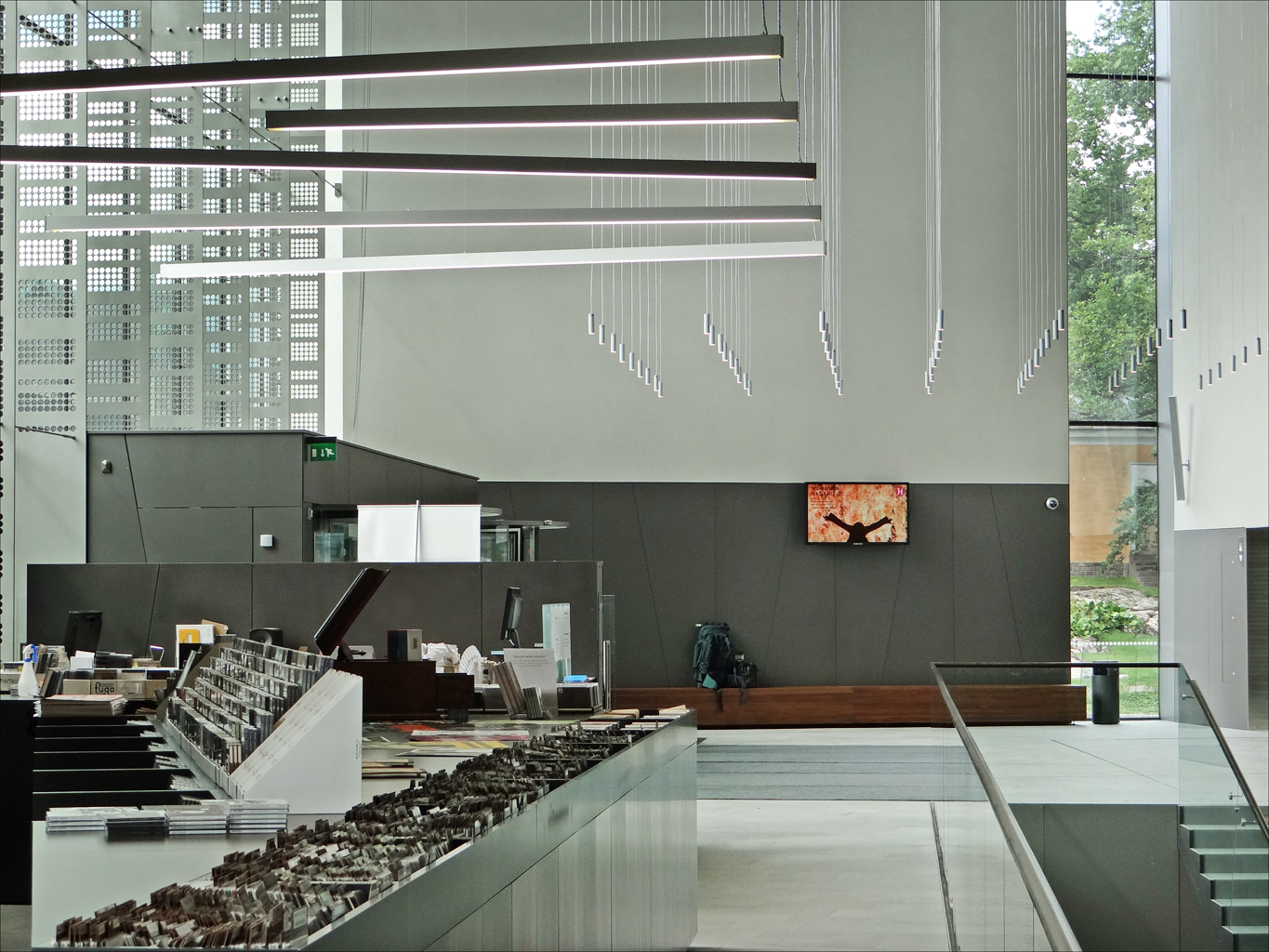
L'entrée.
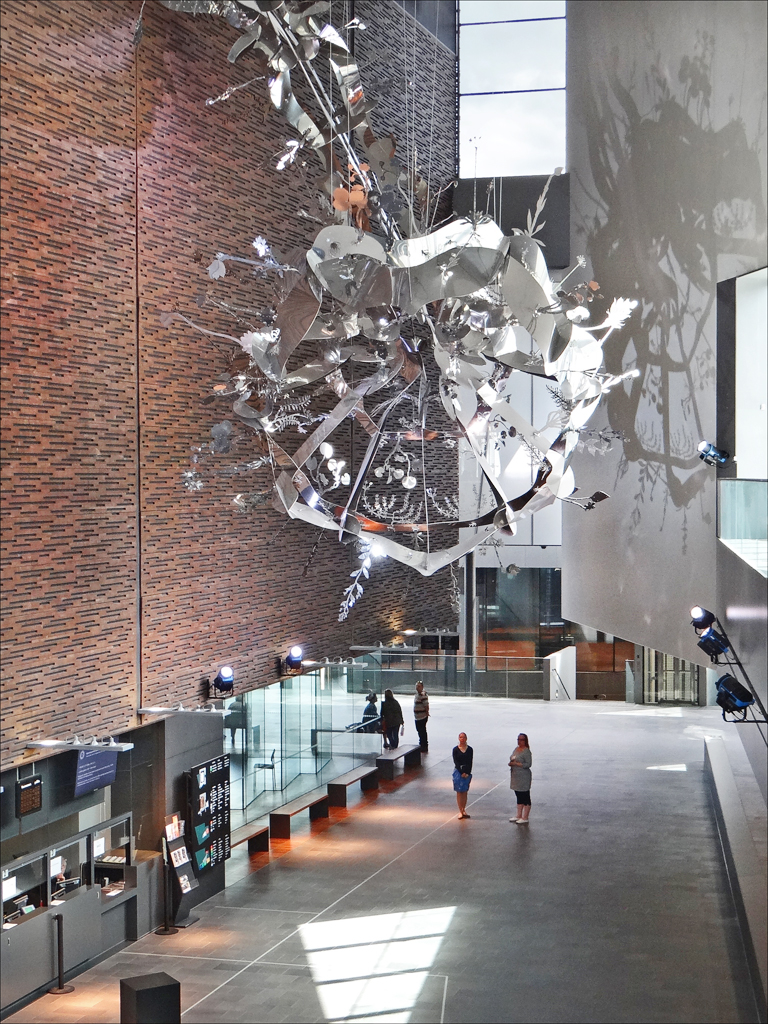
Le grand hall et l' œuvre Gaia.
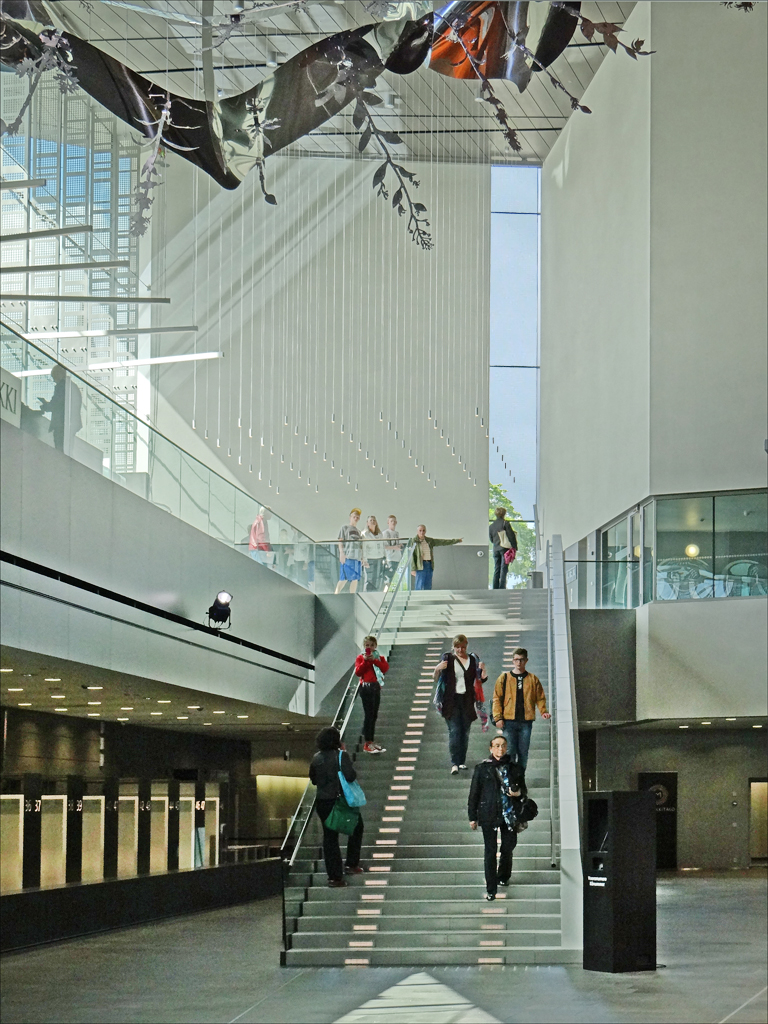
Le grand escalier.
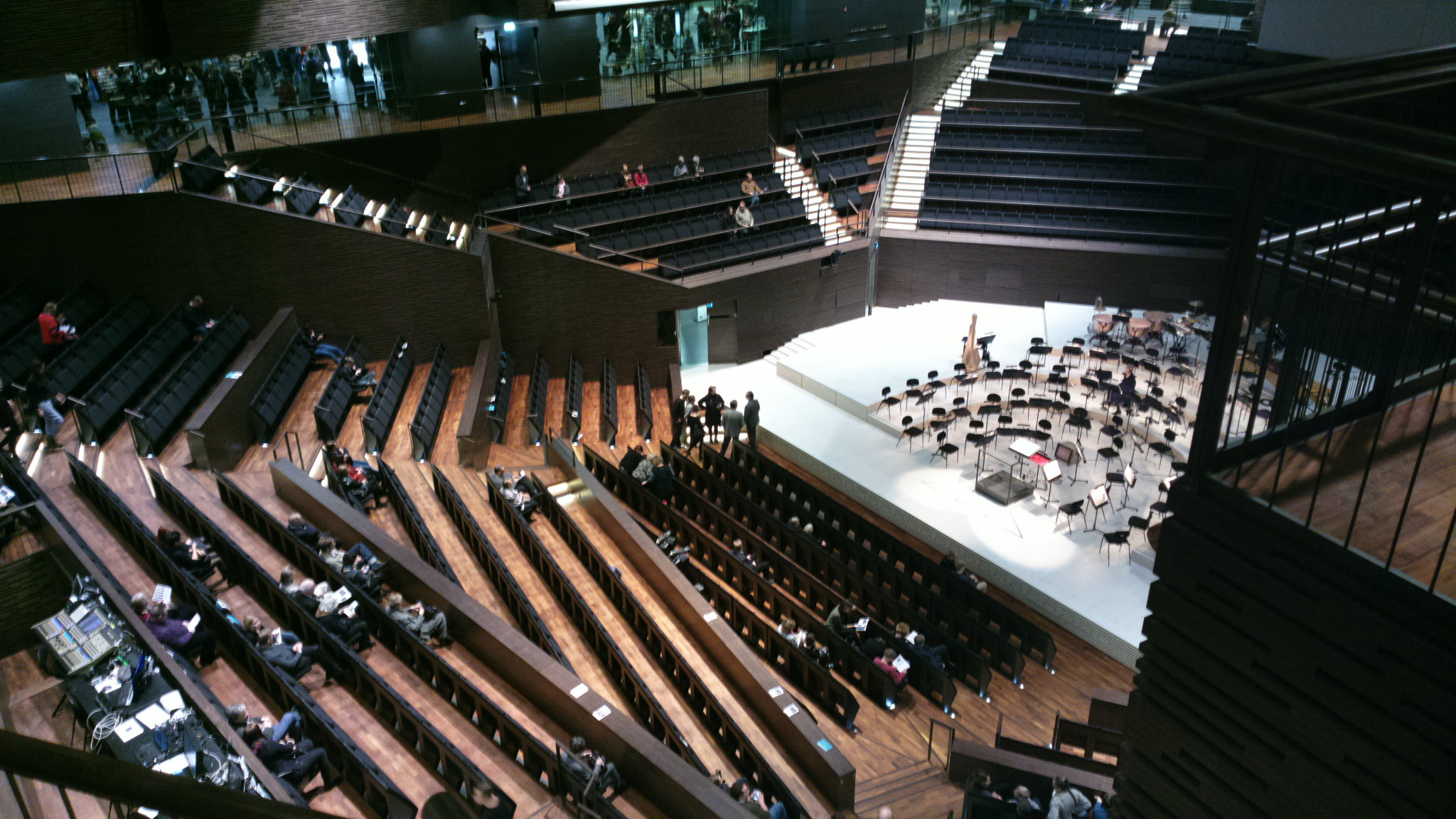
La salle de concerts.